# Edward Frederick Kelaart
O tenente-coronel Edward Frederick (ou  Eduard Fredric) Kelaart  (21 de novembro de 1819 — 31 de agosto de 1860)  foi um  militar, médico e naturalista britânico.

## Biografia
Kelaart serviu no Serviço Médico do Ceilão, atual Sri Lanka. Antes, de 1843 à 1845,foi cirurgião-assistente em Gibraltar, daí sendo transferido para o Ceilão, onde consagrou o seu tempo livre no estudo da  botânica e zoologia, e  membro ativo  da  “Sociedade Real Asiática”.  É o autor de  Flora Calpensis (1846),  um estudo sobre a  flora de Gibraltar  e  Prodromus Faunæ Zeylanicæ ; being Contributions to the Zoology of Ceylon (1853), que é  um estudo dos vertebrados do Ceilão. 
Vários museus britânicos possuem as suas ilustrações originais. Algumas das suas observações foram publicadas na obra  Acantho fiat Justitia; or, an illustration of botanical knowledge in Ceylon (Correspondence on the Acanthus Mollis from the Ceylon papers) ( Colombo, 1859). Cuthbert Collingwood (1748-1810)  estudou as planárias coletadas por Kelaart. Também produziu uma enorme coleção de répteis  em  Newara Eliya  que enviou para  Edward Blyth.
A espécie de pássaro capuchinho-de-ventre-ruivo  (Lonchura kelaarti)  foi nomeada em sua homenagem.
Morreu numa das suas viagens à Inglaterra, em 1860.

## Outras publicações
- Prodromus Faunæ Zeylanicæ ; being Contributions to the Zoology of Ceylon (1853)
- Introductory Report on the natural history of the Pearl Oyster of Ceylon (1857).
- Contributions to Marine Zoology; being descriptions of Ceylon Nudibranchiate Molluscs, Sea Anemones and Entozoa (Colombo, 1859).